# Greenfield (Nueva York)
Greenfield es un pueblo ubicado en el condado de Saratoga en el estado estadounidense de Nueva York. En el año 2000 tenía una población de 7,362 habitantes y una densidad poblacional de 42 personas por km².

## Geografía
Greenfield se encuentra ubicado en las coordenadas 43°7′20″N 73°52′18″O / 43.12222, -73.87167.

## Demografía
Según la Oficina del Censo en 2000 los ingresos medios por hogar en la localidad eran de $44,784, y los ingresos medios por familia eran $48,299. Los hombres tenían unos ingresos medios de $35,112 frente a los $27,127 para las mujeres. La renta per cápita para la localidad era de $20,014. Alrededor del 6.1% de la población estaban por debajo del umbral de pobreza.